# Vozera Siasita
Vozera Siasita (vitryska: Возера Сясіта) är en sjö i Belarus.   Den ligger i voblasten Vitsebsks voblast, i den nordöstra delen av landet, 270 km nordost om huvudstaden Minsk. Vozera Siasita ligger 141 meter över havet. Arean är 2,8 kvadratkilometer. Den sträcker sig 3,6 kilometer i nord-sydlig riktning, och 2,3 kilometer i öst-västlig riktning.